# Morville Chote
Morville Chote (Luton, Inglaterra; 6 de octubre de 1924 – 21 de agosto de 2023) fue un atleta británico especialista en lanzamiento de jabalina que participó en los Juegos Olímpicos.

## Carrera
En 1943 fue parte del ejército británico y participó en la Segunda Guerra Mundial. Posteriormente participó en los Juegos Olímpicos de Londres 1948 donde no clasificó a la ronda final luego de finalizar en el lugar 19 entre 23 participantes.